# Sredneretschje (Kaliningrad)
Sredneretschje (russisch Среднеречье, deutsch Groß Darguszen, 1936 bis 1938: Groß Darguschen, 1938 bis 1945: Tanneck, und Klein Darguszen, 1936 bis 1938: Klein Darguschen, 1938 bis 1945: Grenzheide, litauisch Didieji Dargužiai und Mažieji Dargužiai) ist ein verlassener Ort im Rajon Krasnosnamensk der russischen Oblast Kaliningrad.
Die Ortsstelle befindet sich drei Kilometer (das ehemalige Klein Darguszen) bzw. fünf Kilometer (das ehemalige Groß Darguszen) nordöstlich von Paporotnoje (Plönszowen/Waldhufen und Sturmen) am Westufer bzw. Ostufer der dort einen Bogen machenden Scheschuppe, die dort die Grenze zu Litauen bildet.

## Geschichte
Im Jahr 1947 bekam das allerdings nicht vereinigt gewesene Darguszen den russischen Namen Sredneretschje und wurde gleichzeitig dem neu gebildeten Dorfsowjet Mitschurinski selski Sowet im Rajon Krasnosnamensk zugeordnet. Später gelangte Sredneretschje in den Pobedinski selski Sowet. Der Ort wurde vor 1988 aus dem Ortsregister gestrichen. Auf zeitgenössischen Karten wurde das ehemalige Groß Darguszen/Tanneck mit Bolschoje Sredneretschje und das ehemalige Klein Darguszen/Grenzheide mit Maloje Sredneretschje bezeichnet.

### Groß Darguszen/Tanneck

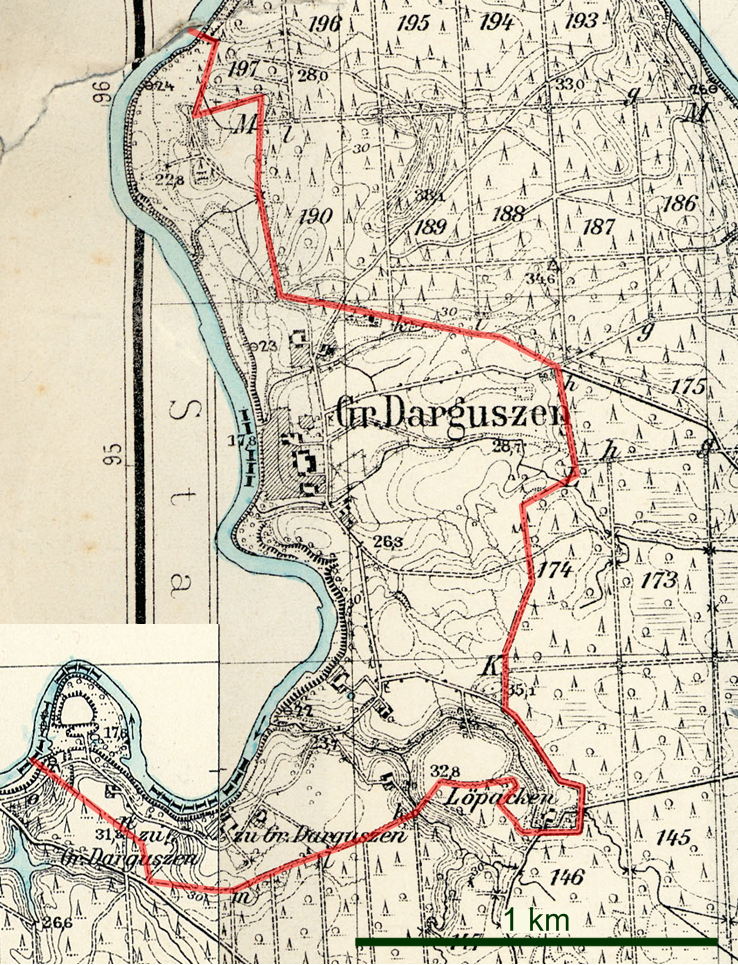
Die Landgemeinde Groß Darguszen auf zwei Messtischblättern von 1927 und 1936

In der frühen Streusiedlung Derwinthin (1517 genannt) verdichtete sich Jathia mit sieben Zinsbauern, so benannt nach dem aus Litauen kommenden Flüsschen Jotija. Das davon 1556 abgezweigte Vorder Jathia hieß seit 1580 Groß Dargüßaytzen. Dieser Name ging auf einen der Brüder Darguseit zurück, der dort schon 1540 siedelte.
Um 1780 war Groß Darguszen ein königliches Dorf. Um 1850 wurde der Erbpachthof Löpacken nach Groß Darguszen eingegliedert. 1874 wurde die Landgemeinde Groß Darguszen in den neu gebildeten Amtsbezirk Weszkallen im Kreis Pillkallen eingegliedert. 1936 wurde die Schreibweise des Ortes in Groß Darguschen geändert und 1938 wurde er in Tanneck umbenannt.
1945 kam der Ort in Folge des Zweiten Weltkrieges mit dem nördlichen Ostpreußen zur Sowjetunion.

#### Einwohnerentwicklung
| Jahr | Einwohner | Bemerkungen                                                |
| ---- | --------- | ---------------------------------------------------------- |
| 1867 | 70        |                                                            |
| 1871 | 73        | davon in Löpacken 4                                        |
| 1885 | 76        | davon in Löpacken 5                                        |
| 1905 | 80        | davon 43 litauischsprachige, insgesamt davon in Löpacken 5 |
| 1910 | 75        |                                                            |
| 1933 | 91        |                                                            |
| 1939 | 74        |                                                            |

### Klein Darguszen/Grenzheide

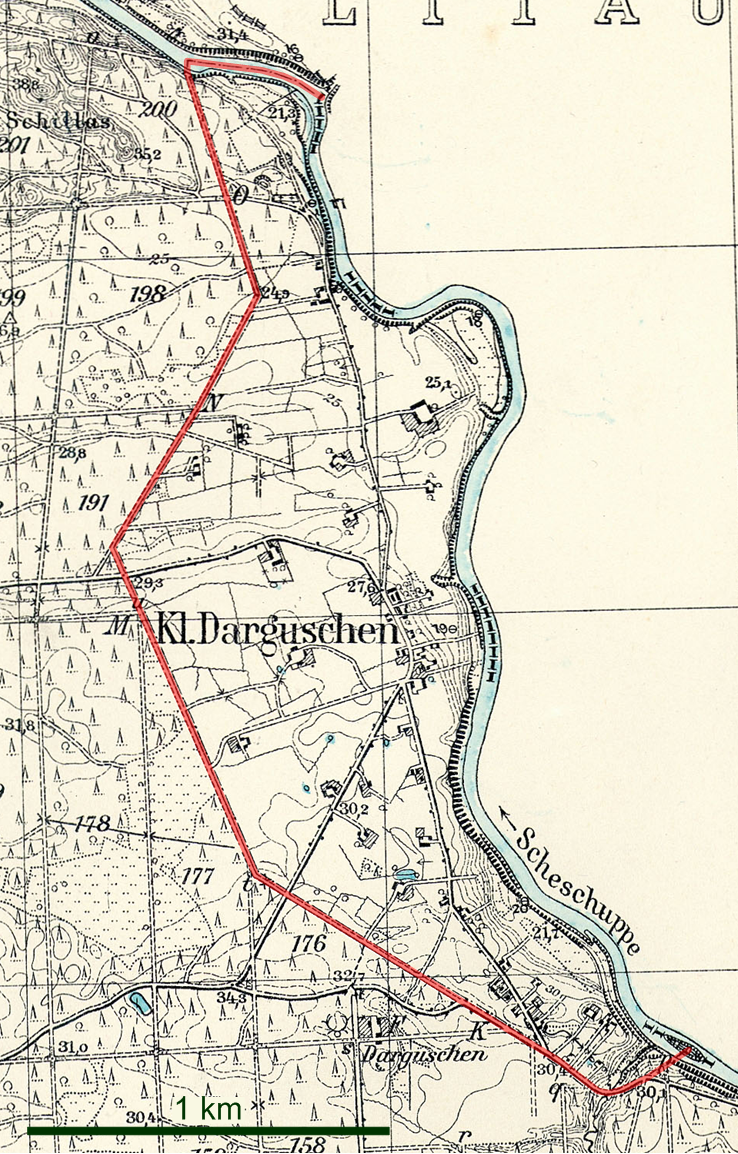
Die Gemeinde Klein Darguszen auf einem Messtischblatt von 1936

Der Ort entstand entsprechend wie bei Groß Darguszen 1556 als Hinder Jathia, das seit 1580 Klein Dargüßaytzen hieß. Um 1780 war Klein Darguszen, das auch Grigatschen genannt wurde, ein königliches Bauerndorf. 1874 wurde auch die Landgemeinde Klein Darguszen in den Amtsbezirk Weszkallen eingegliedert. 1936 wurde die Schreibweise des Ortes in Klein Darguschen geändert und 1938 wurde er in Grenzheide umbenannt.
Auch dieser Ort kam 1945 in Folge des Zweiten Weltkrieges mit dem nördlichen Ostpreußen zur Sowjetunion.

#### Einwohnerentwicklung
| Jahr | Einwohner | Bemerkungen                  |
| ---- | --------- | ---------------------------- |
| 1867 | 301       |                              |
| 1871 | 298       |                              |
| 1885 | 251       |                              |
| 1905 | 230       | davon 110 litauischsprachige |
| 1910 | 213       |                              |
| 1933 | 187       |                              |
| 1939 | 189       |                              |

## Kirche
Groß Darguszen/Tanneck und Klein Darguszen/Grenzheide gehörten zum evangelischen Kirchspiel Lasdehnen.